# Lucki
Лакі Кемел-молодший (англ. Lucki Camel Jr.), відомий як Lucki — американський репер. Він привернув публічну увагу у 2013 році після випуску свого дебютного проекту «Alternative Trap». Зараз він підписаний на лейбл Empire. Його називають однією з найвпливовіших фігур в андеграундному хіп-хопі останніх років. Другий студійний альбом Lucki «Flawless Like Me» дебютував на 12 місці в чарті Billboard 200.

## Раннє життя
Лакі Кемел-молодший народився 30 травня 1996 року у Чикаго, штат Іллінойс. У дитинстві він слухав Erykah Badu, Prince та The Notorious B.I.G., а серед нинішніх натхненників називає Chief Keef, Future та Babyface Ray. Лакі почав читати реп у старшій школі після похвали від своїх близьких друзів. Незабаром після цього він кинув школу у віці 16 років, щоб займатися музикою весь час.

## Кар'єра

### 2012-13:Untouchable Lucki
Дебютний сингл та відеокліп Lucki «Untouchable Lucki» був спродюсований та презентований музичним блогом ELEVATOR. Вперше на музику Лакі звернули увагу співзасновника ELEVATOR Брайана Завлокі друзі Лакі - Антуанн Брайант і Кевін Райт-молодший, які на той час були стажерами ELEVATOR. Згодом ELEVATOR продюсував два музичні відео Лакі «Untouchable» та «Everything Outside», режисером обох був Брайан Завлокі разом з Антуаном Брайантом та Кевіном Райтом-молодшим.

### 2013-14:Alternative TrapіBody High
Об'єднавшись зі своїм близьким другом і продюсером Plu2o Nash та іншими продюсерами, Lucki випустив свій перший проект під назвою «Alternative Trap» у віці 17 років. Lucki привернув увагу багатьох музичних блогів, включаючи Fake Shore Drive, ELEVATOR, Complex і Noisey, завдяки своєму чіткому флоу і каденції, найбільш помітному в його головному синглі «Count on Me», який зібрав понад 700 000 переглядів на YouTube.
Після того, як музичні блоги звернули увагу на його музику у власному жанрі «альтернативний треп», Лакі почав привертати до себе увагу й інших музикантів. У липні 2014 року FKA Twigs співпрацювала з Lucki над піснею під назвою «Ouch Ouch»; ця співпраця була присвячена нещодавньому візиту Твігс до Чикаго, оскільки вона, як правило, співпрацює з місцевими артистами, коли подорожує.
У серпні 2014 року вийшов його другий проект, «Body High». Пізніше того ж місяця на лейблі Red Bull Sound Select вийшов трек «Weightin' On» за участю Денні Брауна, з яким він познайомився на фестивалі SXSW, коли вони разом виступали на шоукейсі Red Bull's Sound Select.
У грудні 2014 року Лакі співпрацював з чиказьким музикантом Chance the Rapper і випустив пісню під назвою «Stevie Wonder».

### 2015-17:X,Freewave EP,Freewave 2,Watch My Back
Після випуску першого синглу до свого третього проекту під назвою «X», Lucki продовжив випускати пісні з мікстейпу в 2015 році; іншими синглами стали «Lowlife» і «What I Wanna». Лакі випустив «X» 30 травня 2015 року, на свій 19-й день народження.
Через кілька місяців Лакі почав випускати фрістайли до свого розширеного мініальбому «Freewave EP». Спочатку це були окремі пісні, але незабаром він оголосив, що вони стануть частиною майбутнього релізу; спочатку він випустив «Freewave Freestyle» і «Back Home», а незабаром з'явилися «Freewave 3, 4, 5» і «7». Мініальбом складався з десяти пісень, десята пісня під назвою «Rumors» була додана через пару тижнів.
У січні 2016 року Лакі оголосив про зміну імені з Lucki Eck$ на Lucki, коли випустив перший сингл свого майбутнього проекту «@ MIDNIGHT» під назвою «Deja Vu» за участю чиказького репера Joey Purp. Лакі стверджував, що псевдонім Eck$ був «дитячим» і що він «виріс» з цього імені. 15 серпня 2016 року він випустив мікстейп «Freewave 2». За ним послідував «Watch My Back» 1 грудня 2017 року, який був підтриманий популярним синглом «Sunset».

### 2019-сьогодення:Freewave 3,Days B4 III,Wake Up LuckiіFlawless Like Me
Лакі випустив свій дебютний студійний альбом «Freewave 3» у лютому 2019 року, до якого, зокрема, увійшла пісня «More Than Ever». За ним послідував «Days B4 III» 25 жовтня, до якого увійшла популярна пісня «4 The Betta». Проект став його першим чартовим проектом, дебютувавши на 188 місці в чарті Billboard 200. Його п'ятий мініальбом «Almost There» вийшов 29 травня 2020 року, ставши для шанувальників замінником до його наступного проекту. 12 лютого 2021 року він випустив сингл «Greed» з Lil Yachty. 18 листопада 2021 року випустив пісню «NEPTUNE V.S INDUSTRY» як лід-сингл до спільного альбому з продюсером F1lthy, «Wake Up Lucki», який вийшов 3 грудня 2021 року.
Протягом 2022 року Lucki випустив низку синглів, зокрема сингл «Super Urus», випущений 18 лютого 2022 року, «Y NOT?», випущений 14 червня 2022 року, і «Coincidence», випущений 19 серпня 2022 року, який супроводжувався музичним відео режисера Коула Беннетта. Після багатьох затримок Лакі випустив свій другий студійний альбом «Flawless Like Me» 23 вересня 2022 року, до якого увійшли гостьові куплети Future та Babyface Ray. Він став його найпопулярнішим проектом, дебютувавши на 12-му місці в чарті Billboard 200. 20 січня 2023 року він з'явився гостем на альбомі Тріппі Редда «Mansion Musik» у треці «DIE DIE». 27 квітня 2023 року Lucki випустив трек «Leave Her». На свій 27-й день народження випустив сингл No Bap. 5 липня Лакі анонсував свій третій студійний альбом S*x M*ney Dr*gs, який вийшов 7 липня 2023.

## Дискографія

### Студійні альбоми
- 2019 — Freewave 3
- 2022 — Flawless Like Me
- 2023 — S*x M*ney Dr*gs

### Мініальбоми
- 2015 — Freewave EP
- 2016 — Son of Sam EP
- 2017 — days bef storm
- 2018 — Better Days
- 2018 — Days B4 II EP
- 2019 — Hell Never Mattered (з Hotelroom)
- 2020 — idgaf days b4 may 30 :)
- 2020 — Almost There
- 2020 — The World is Lucki's
- 2021 — Almost Woke

### Мікстейпи
- 2013 — Alternative Trap
- 2014 — Body High
- 2015 — X
- 2016 — Freewave 2 (як Luc)
- 2017 — Watch My Back
- 2019 — Days B4 III
- 2020 — Almost There
- 2021 — Wake Up Lucki (з F1lthy)